# Francesco Saverio Caruana
Francesco Saverio Caruana (Żebbuġ, 7 juli 1759 - Mdina, 17 november 1847) was een Maltees bisschop en was tevens een van de Maltese leiders tijdens het Maltese Opstand van 1798-1800.

## Biografie
Op 24-jarige leeftijd werd Caruana tot priester gewijd door bisschop Vincenzo Labini. Twee jaar later werd hij kanunnik van de Sint-Paulskathedraal in Mdina. Tijdens de Franse bezetting van Malta werd hij benoemd tot lid van de Commission de gouvernement. Hij legde al snel die functie neer toen bleek dat hij de Fransen niet kon tegenhouden van het confisqueren van kerkelijke goederen. Caruana groeide uit tot de leider van het Maltese verzet tegen de Franse bezetting en was betrokken bij de komst van de Britten naar het eiland. Tijdens de opstand was hij de commandant van de bataljons van Żebbuġ en Siġġiewi. Hieronder viel ook de Tas-Samra batterij bij Ħamrun.
In 1822 werd Caruana benoemd tot aartsdiaken en in 1829, na de dood van bisschop Ferdinando Mattei, tot diocesaan administrator. Twee jaar later werd hij door paus Gregorius XVI benoemd tot bisschop van Malta. Hij werd op 15 mei 1831 door Publio Maria Sant geconsacreerd tot bisschop.
Caruana werd in de kathedraal van Mdina begraven.
- International Standard Name Identifier: 0000 0000 3852 9031
- Library of Congress Control Number: n2001156456
- Virtual International Authority File: 46116804
- WorldCat: E39PBJvH7KQJ6RQFt9HbDBFqcP